# Linjespänning
Linjespänning är den elektriska spänning som används vid en elektrifierad järnväg, tunnelbana, spårväg eller trådbuss och som överförs till fordonet via kontaktledning eller strömskena (tunnelbana och vissa järnvägar utomlands) och strömavtagare. Tunnelbanans motsvarighet kallas "strömsko". Strömavtagaren som ofta kallas för "bygel" sitter på fordonets tak, medan strömskon sitter monterad på tunnelbanevagnarnas båda sidor. På grund av den begränsade takhöjden används oftast strömskena och strömsko i tunnelbanesammanhang, men undantag förekommer.
Större järnvägar har som regel hög spänning, vanligen 15 000 - 25 000 volt växelström. Detta för att kunna ta ut hög effekt utan att strömmen blir för stor.
Spårvägar och trådbussar har oftast 600-750 volt likström i sina ledningar.
Mindre järnvägar och tunnelbanor kan ha varierande spänningar som liknar spårvägens. Både växel- och likström förekommer.

## Exempel på spänningar och strömslag

### Huvudbanor
På de nationella järnvägsnäten i Sverige, Norge, Tyskland, Schweiz och Österrike används 15 kV 1-fas med frekvensen 16 2/3 Hz. Många andra länder i Europa har 25 kV 50 Hz, till exempel Ryssland, Danmark, Finland, Italien, Frankrike och Storbritannien. 
I många länder har många linjer ett äldre likströmssystem, till exempel 3 000 V eller 1 500 V.

### Exempel på andra järnvägar
- Roslagsbanan: 1 500 V likspänning
- Saltsjöbanan: 900 V likspänning

### Andra exempel
- Uppsala spårvägar: 750 V likspänning
- Stockholms tunnelbana: 750 V likspänning
- Norrköpings spårväg: nominellt 750 V[2] likspänning
- Göteborgs spårväg: nominellt 750 V likspänning
- Trådbussen i Landskrona: nominellt 700 V likspänning

## Andra sammanhang
Ordet linjespänning används också i elkraftsammanhang då man anger den elektriska spänningen i kraftledningar. Även i teleledningar och telegrafledningar används ordet "linjespänning".